# ريالتي لابز
ريالتي لابز (بالإنجليزية: Reality Labs)‏ هي شركة أمريكية تقوم بإنتاج نظارات الواقع الإفتراضي، وبالمر لوكي هو من أسس هذه الشركة لاستخدام ألعاب الفيديو بتقنيات نظاراتها، مقرها الرئيسي في مدينة مينلو بارك كاليفورنيا، تأسست عام 2020 من قبل ميتا.

## وصلات خارجية
- الموقع الرسمي